# Consellera matrimonial
Consellera matrimonial (títol original: Good Advice) és un telefilm estatunidenc de Steve Rash, difós l'any 2001 als Estats Units. Ha estat doblada al català

## Argument
Un corredor forçat a abandonar el seu ofici es refugia en la seva companya que té una rúbrica « correu del cor » en un diari. Després de la marxa d'aquesta última amb un amant a Brasil, decideix agafar d'amagat la famosa rúbrica i esdevé ràpidament l'ídol dels lectors i lectores. La jove i bonica directora del diari cau sota l'encant de l'ex-corredor ...

## Repartiment
- Charlie Sheen: Ryan Edward Turner
- Angie Harmon: Page Hensen
- Denise Richards: Cindy Styne
- Jon Lovitz: Barry Sherman
- Rosanna Arquette: Cathy Sherman
- Estelle Harris: Iris
- Barry Newman: Donald Simpson
- Meredith Salenger: Amy
- Lisa Rinna: Veronica Simpson
- John de Lancie: Ted
- Francoise Surel: Lucy Stone